# Afag Bashirgizi
Afag Bashirgizi (en azerí: Afaq Bəşirqızı) es una actriz de teatro y de cine de Azerbaiyán, Artista del pueblo de la República de Azerbaiyán.

## Biografía
Afag Bashirgizi nació el 15 de agosto de 1955 en Bakú, en la familia del actor azerbaiyano, Bashir Safaroglu. En 1974-1979 estudió en la Universidad Estatal de Cultura y Arte de Azerbaiyán. Empezó su carrera como actriz en el Teatro Estatal de Drama de Lankaran en 1973. En 1975-1989 trabajó en el Teatro Estatal de Drama de Sumqayit. Desde 1989 hasta ahora Afag Bashirgizi interpretó en el Teatro de Música Estatal Académico de Azerbaiyán. Se le concedió el título de Artista de Honor de la RSS de Azerbaiyán en 1989 y Artista del pueblo de la República de Azerbaiyán en 1993 por su contribución al desarrollo de la cultura, teatro y cinematografía de Azerbaiyán.
Afag Bashirgizi también enseña en la Universidad Estatal de Cultura y Arte de Azerbaiyán. En 2009 se creó el Teatro en nombre de Bashir Safaroglu en Moscú por ella.

## Filmografía
- 1969 – “Bashir Safaroglu”
- 1986 – “20+1”
- 1987 – “El hombre con gafas”
- 1991 – “El anillo de compromiso”
- 1999 – “El hombre con gafas – 2”
- 2001 – “La esquela”
- 2002 – “El hombre con gafas – 3”
- 2017 – “El anillo de compromiso – 2”

## Premios y títulos
- Artista de Honor de la RSS de Azerbaiyán (1989)
- Artista del pueblo de la República de Azerbaiyán (artes escénicas) (1993)
- Orden Shohrat (2013)
- Medalla “Trabajador de Arte”
- Diploma de Honor de Presidente (2015)[3]